# Julius Kronberg
 Julius Kronberg (teljes  nevén Johan Julius Ferdinand Kronberg) (Karlskrona, 1850. december 11. – Stockholm, 1921. október 17.) svéd festő.

## Életpályája
Stockholmban tanult, 1873-ban Párizsba, majd Münchenbe utazott. Kolorisztikus tendenciáival nagy sikereket ért el (Vadászó nimfa, 1875), később azonban tompább színezés és dekoratív munkák felé hajlott (Adolf Fredriks-templom kupolafestményei, 1899—1900). 1895 óta az akadémia tanára volt. 

## Képgaléria

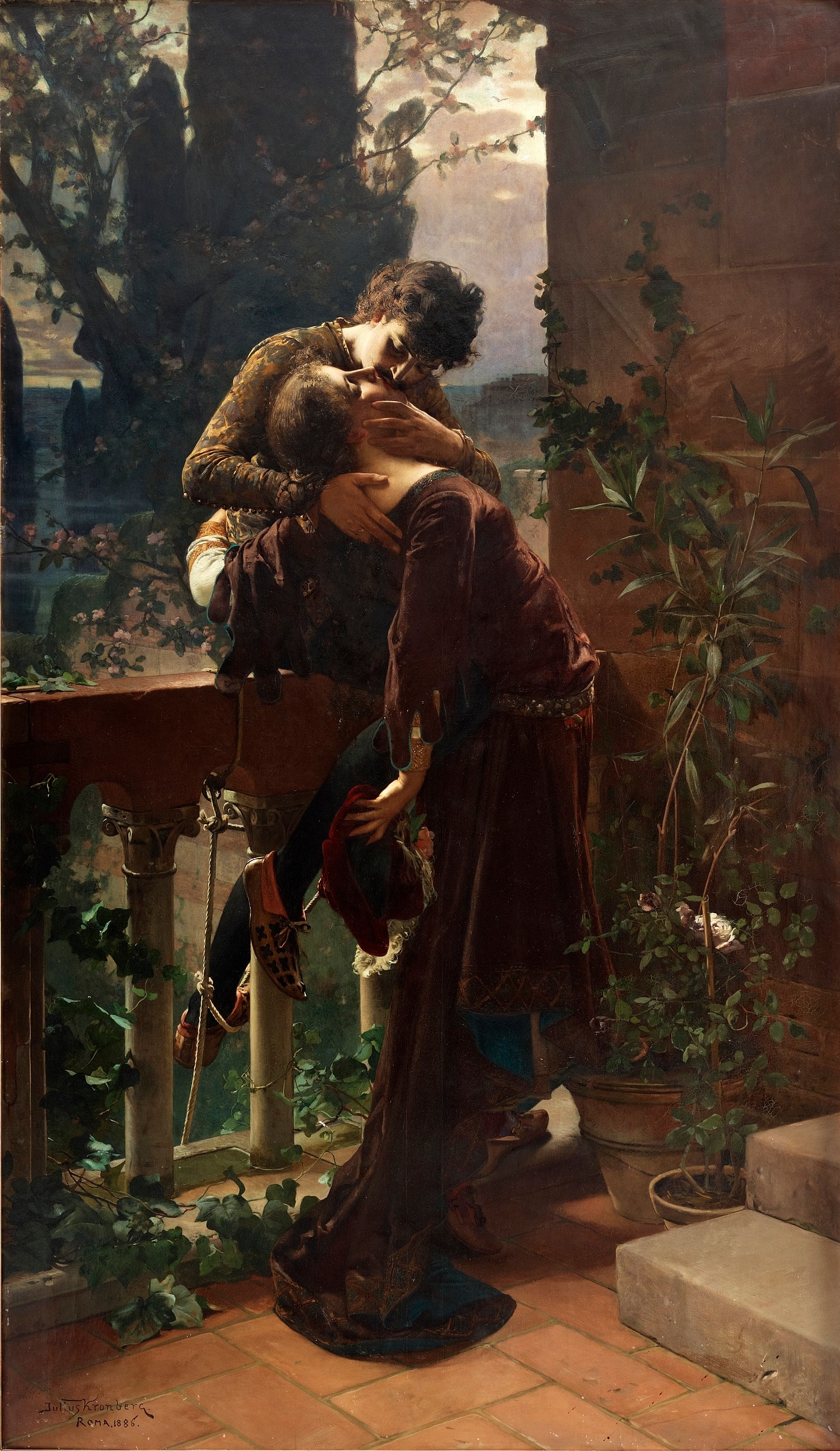
Romeó és Júlia az erkélyen (1886)
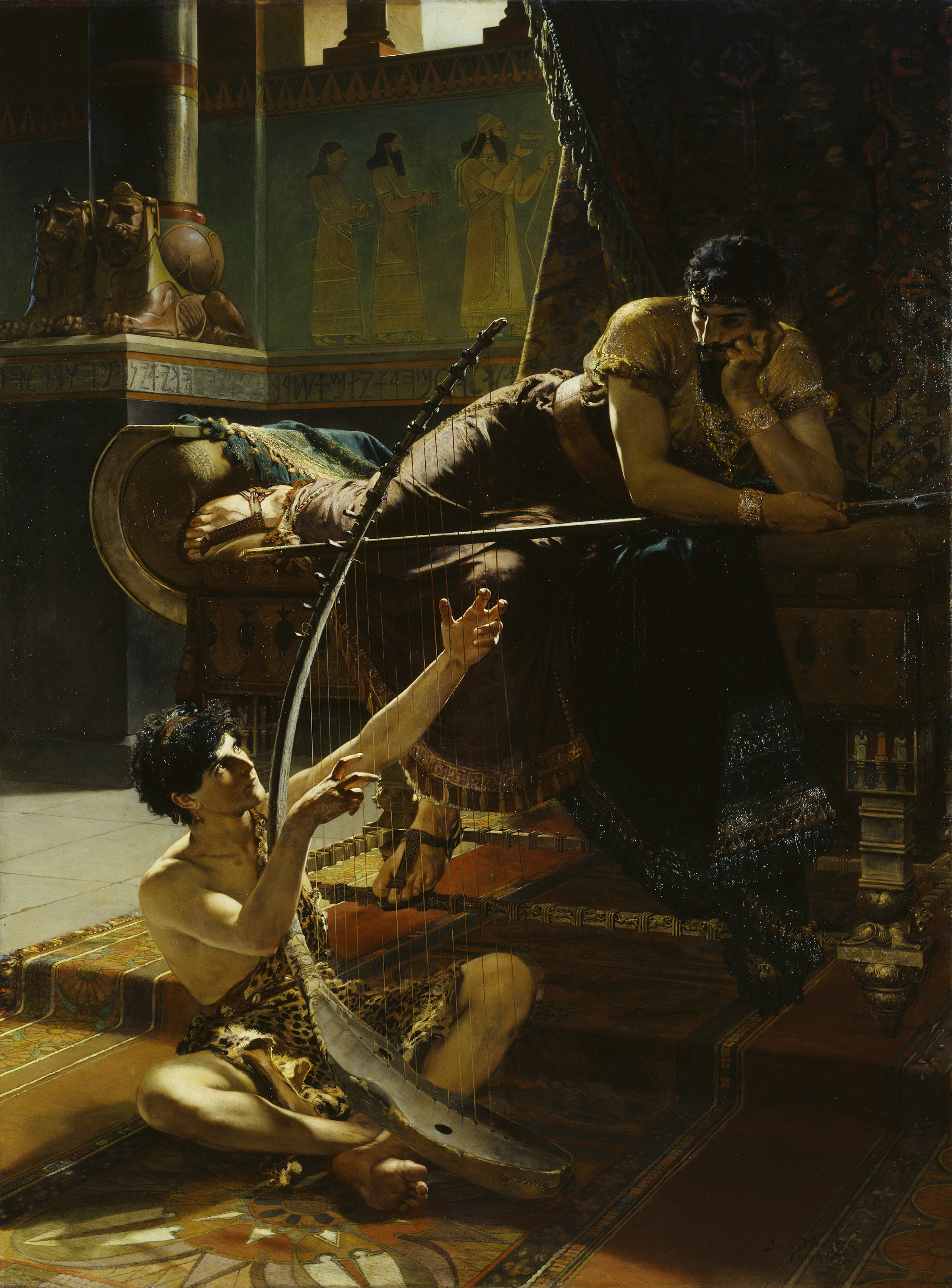
Dávid és Saul (1885)
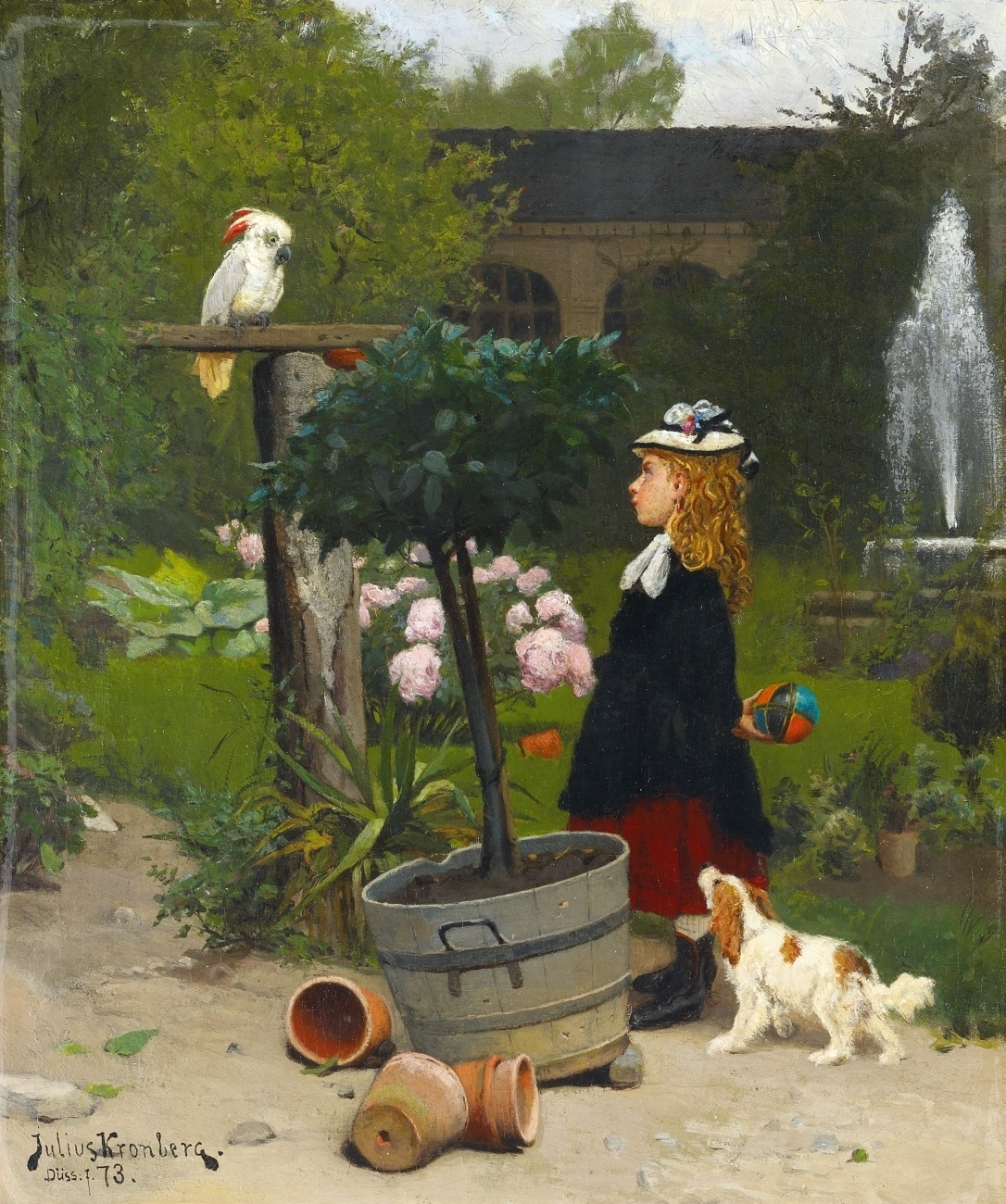
Az új játszótárs (1873)
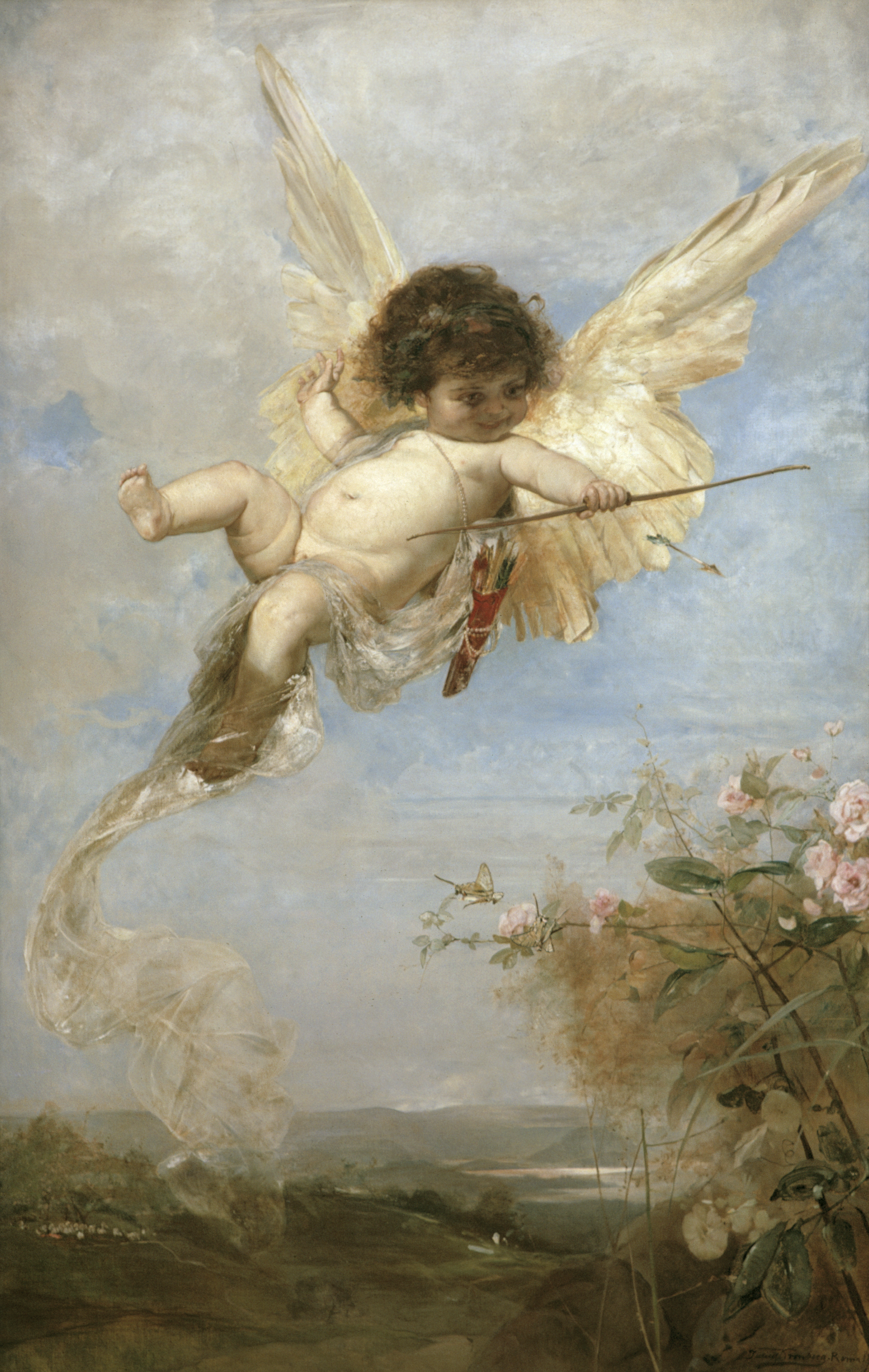
Cupido íjjal (1878)
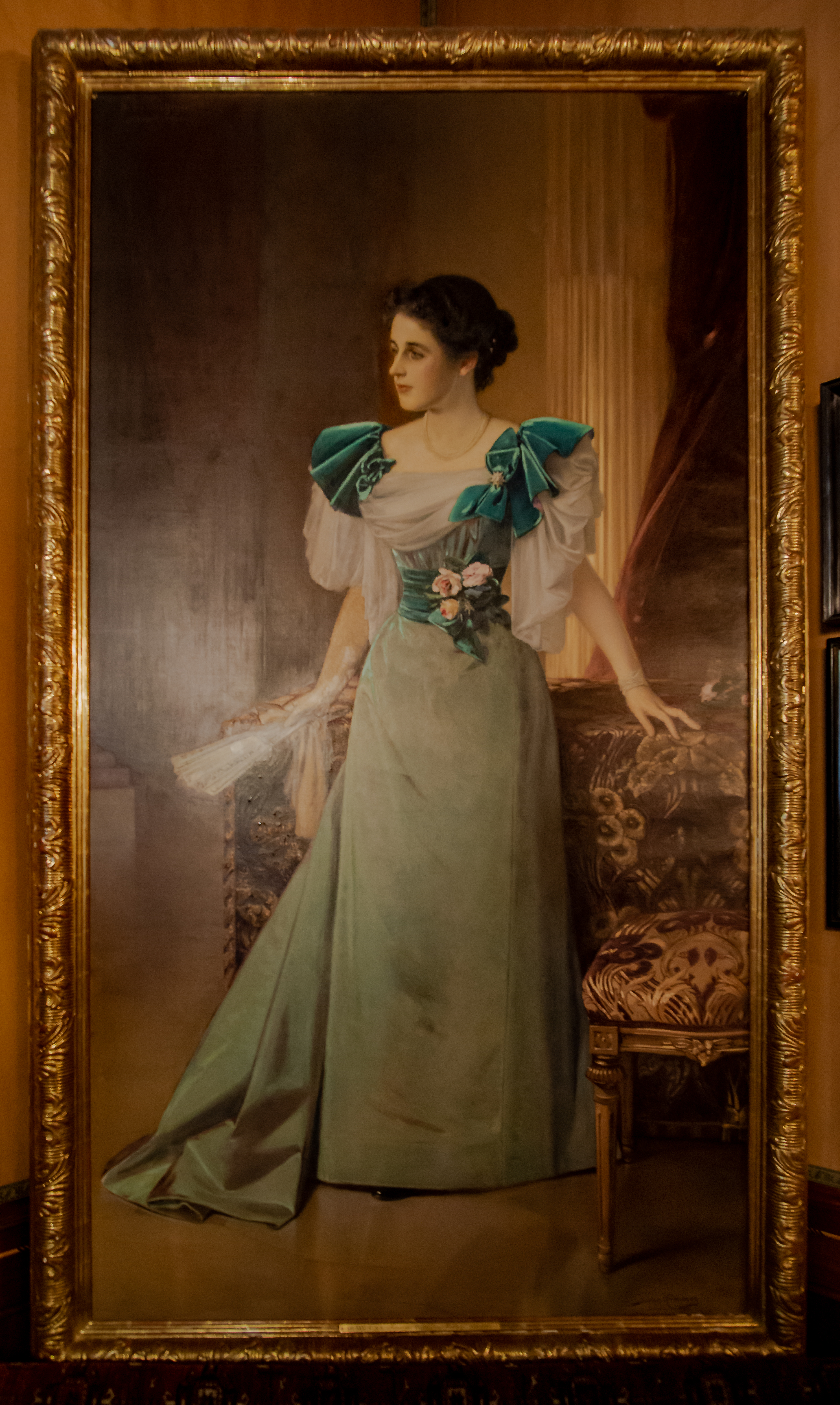
Irma von Geijer (leánykori nevén Hallwyl) (1895)
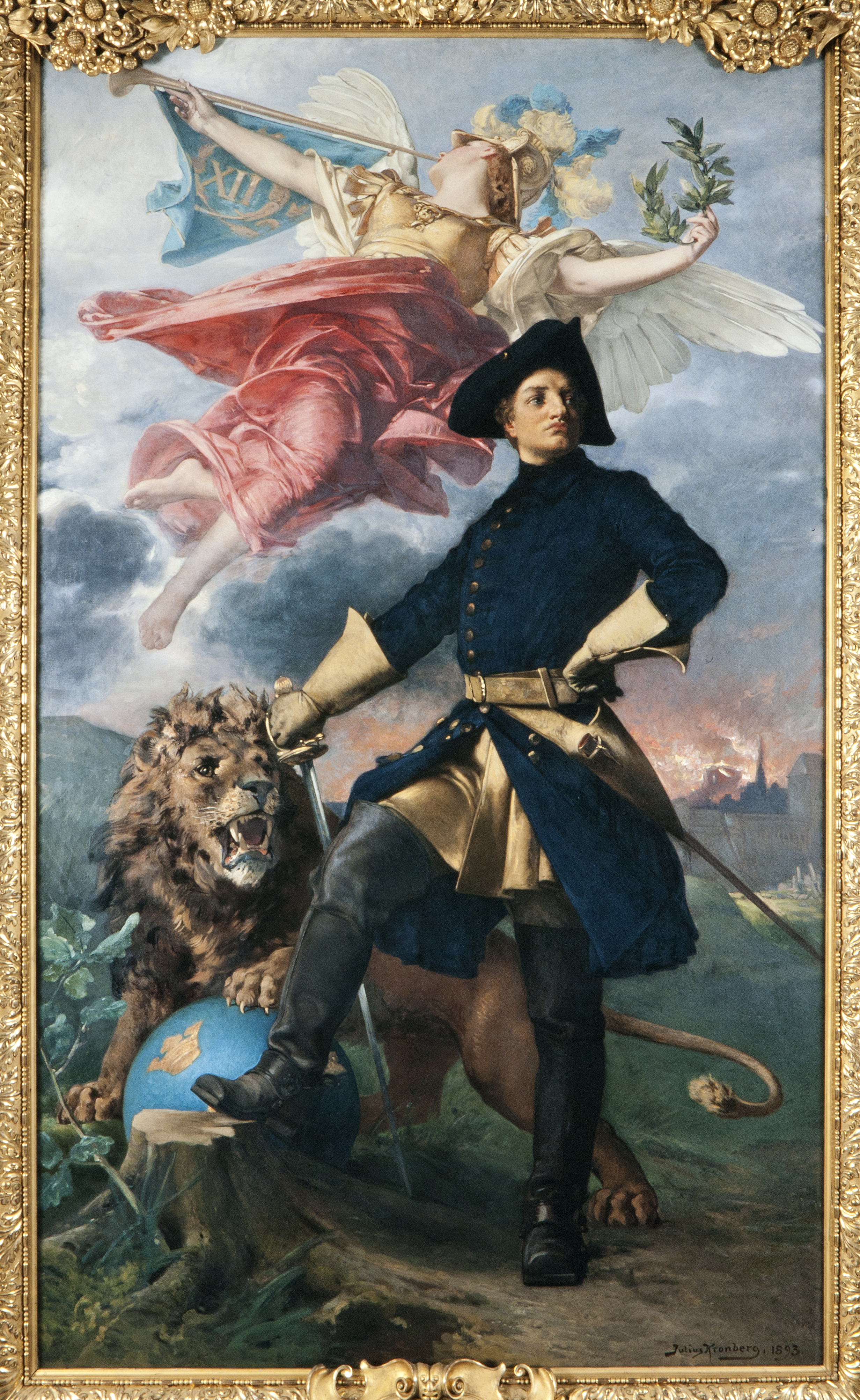
XIII. Károly svéd király (1893)